# Otahi
Otahi (español: sola) es un óleo sobre lienzo de 1893 del artista postimpresionista Paul Gauguin . 
La obra muestra una mujer tahitiana de rodillas, con su cuerpo echado hacia adelante y apoyada sobre sus codos. La protagonista reposa con cierta melancolía plácida, como si siguiera las reglas de una composición arquitectónica. La mujer lleva un pareo alrededor de su cintura. Su espalda, horizontal, se recorta sobre un fondo amarillo que dibuja una colina cuya silueta recuerda al propio cuerpo de la mujer. 
Pintada en Tahití, la pose que adopta la protagonista se consideraba tabú, ya que era aquella en la que la mujer se prepara para la penetración sexual[cita requerida].
La obra fue objeto de un pleito entre el multimillonario ruso Dmitry Rybolovlev, el marchante de arte suizo Yves Bouvier y la casa de subastas Sotheby's, acusando el primero a los dos últimos de inflar los precios. Otahi, que fue comprada por Rybolovlev por una supuesta suma de 120 millones de dólares, sólo se revendió por unos 50 millones de dólares, lo que le provocó una pérdida considerable.  